# Pseudotyrannochthoniidae
Famille
Synonymes
- Pseudotyrannochthoniini Beier, 1932
- Pseudotyrannochthoniinae Beier, 1932

Les Pseudotyrannochthoniidae sont une famille de pseudoscorpions. 
Elle comporte plus de 70 espèces dans six genres.

## Distribution
Les espèces de cette famille se rencontrent en Asie, en Océanie, en Afrique et en Amérique.

## Liste des genres
Selon Pseudoscorpions of the World (version 3.0) :
- Afrochthonius Beier, 1930
- Allochthonius Chamberlin, 1929
- Centrochthonius Beier, 1931
- Pseudotyrannochthonius Beier, 1930
- Selachochthonius Chamberlin, 1929

et décrit depuis :
- Spelaeochthonius Morikawa, 1954

## Systématique et taxinomie
Cette famille a été décrite par Beier en 1932 comme une tribu des Chthoniidae. Elle est élevée au rang de famille par Harms et Harvey en 2013.

## Publication originale
- Beier, 1932 : « Pseudoscorpionidea I. Subord. Chthoniinea et Neobisiinea. » Das Tierreich, vol. 57, p. 1-258.